# Giselle e...
Giselle e... è il secondo album della cantante italiana Patrizia Bulgari, pubblicato nel 1991.
Il disco è disponibile su long playing, musicassetta e compact disc. Il titolo trae spunto da quello di Giselle, canzone finalista nella sezione "Novità" del Festival di Sanremo 1991.
Il brano Le lacrime e la pioggia è presentato al Cantagiro 1991, e, alla pari di Salutami la luna, sarà inserito anche nel successivo album dell'artista, Il bar degli arrivisti.

## Tracce

### Lato A
1. Le lacrime e la pioggia
2. Salutami la luna
3. Ultimo momento
4. Ogni volta che ci sei

### Lato B
1. Giselle
2. Passerà
3. Caro Ivano
4. Free Time
5. Due storie diverse

## Formazione
- Patrizia Bulgari – voce
- Giancarlo Ragni – tastiera, programmazione, basso, organo Hammond, fisarmonica
- Lele Melotti – batteria
- Renato Gasparini – chitarra elettrica
- Renè Mantegna – percussioni
- Toti Panzanelli – chitarra acustica, chitarra elettrica
- Dino D'Autorio – basso
- Flaviano Cuffari – batteria
- Mauro Gazzola – pianoforte
- Alberto Radius – chitarra
- Alessandro Simonetto – violino, cori
- Mario Magrini – sassofono tenore, sassofono soprano, sassofono contralto
- Lalla Francia, Paola Folli, Lola Feghaly, Luigi Maione – cori